# هپیز این (مونتانا)
هپیز این (به انگلیسی: Happys Inn) یک منطقهٔ مسکونی در ایالات متحده آمریکا است که در شهرستان لینکلن، مونتانا واقع شده‌است. هپیز این ۳۲٫۱۹ کیلومتر مربع مساحت و ۱۶۴ نفر جمعیت دارد و ۱٬۰۲۵ متر بالاتر از سطح دریا واقع شده‌است.